# Bund der Pfadfinder*innen
Der Bund der Pfadfinder*innen e. V. (BdP; bis 2025 Bund der Pfadfinderinnen und Pfadfinder) ist der größte interkonfessionelle Bund für Pfadfinderinnen und Pfadfinder in Deutschland und erreicht mit seiner Arbeit etwa 30.000 Kinder und Jugendliche.

## Geschichte
1971 wurde nach knapp verlorener Vorstandswahl aus einer Arbeitsgemeinschaft des Bundes Bund Deutscher Pfadfinder (BDP) der „Bund der Pfadfinder e. V.“ gegründet. Aus diesem „Bund im Bund“ entwickelte sich mit der Zeit der unabhängige Bund der Pfadfinder (BdP).
Ursache waren unüberbrückbare Differenzen über die Politisierung des BDP, die als sozialistische Unterwanderung empfunden wurde. Der Weltverband der Pfadfinderbewegung WOSM hatte signalisiert, diesen Verstoß gegen den Grundsatz der internationalen Pfadfinderbewegung, unpolitisch zu sein, nicht mehr länger zu dulden. Daraufhin löste sich im Mai 1971 der Ring deutscher Pfadfinderbünde auf. Mit der Deutschen Pfadfinderschaft Sankt Georg, dem vom BDP abgespaltenen Bund der Pfadfinder (BdP) sowie dem durch Zusammenschluss der drei evangelischen Pfadfinderinnen- und Pfadfinderverbände entstandenen Verband Christlicher Pfadfinderinnen und Pfadfinder (VCP) gründete sich der Dachverband am 1. Januar 1973 als Ring deutscher Pfadfinderverbände neu. Dieser Dachverband war und ist notwendig für die Mitgliedschaft im Weltverband der Pfadfinderbewegung WOSM. Dieser komplizierte Vorgang war notwendig für den Ausschluss des BDP aus der internationalen Pfadfinderbewegung, da die vorgeschriebene Einstimmigkeit der Verbände nicht erreicht wurde.
1976 fusionierten der Bund der Pfadfinder (BdP) und der Bund Deutscher Pfadfinderinnen (BDP) zum Bund der Pfadfinderinnen und Pfadfinder (BdP).
2025 änderte der BdP seinen Namen in Bund der Pfadfinder*innen.

## Profil

Abzeichen der Ranger- und Roverstufe des BdP

Der Bund der Pfadfinder*innen e. V. (BdP) ist eine unabhängige und gemeinnützige Organisation, die auf den Grundsätzen der weltweiten Pfadfinderbewegung (Pfadfinderversprechen, Pfadfinderregeln, fortschreitende Programme) sowie der bündischen Jugend basiert. Der BdP bietet Kindern und Jugendlichen ein breites Spektrum an Aktivitäten, die auf der Idee des „Learning by Doing“ und der Persönlichkeitsentwicklung aufbauen.

### Altersstufen
Die Mitglieder des BdP sind in drei Altersgruppen oder „Stufen“ organisiert:
- Wölflinge: (ca. 7 bis 11 Jahre): Die jüngsten Mitglieder, die spielerisch Gemeinschaft und Natur erleben.
- Pfadfinderinnen und Pfadfinder: (ca. 11 bis 15 Jahre): Jugendliche, die eigenständig in kleinen Gruppen (Sippen) agieren und Abenteuer auf Fahrten und bei Zeltlagern erleben.
- Ranger und Rover: (ca. 16 bis 25 Jahre): Junge Erwachsene, die eigenverantwortlich Projekte, Workshops, Wanderungen und internationale Begegnungen organisieren.

Die Treffen der Gruppen finden regelmäßig in Form von Meutenstunden (Wölflinge), Sippenstunden (Pfadfinderinnen und Pfadfinder) und Rundentreffen (Ranger und Rover) statt. Dabei stehen Naturerfahrungen, gemeinschaftliches Handeln und die Förderung individueller Fähigkeiten im Mittelpunkt.

### Arbeitsweise und Werte
Der BdP ist parteipolitisch und weltanschaulich unabhängig. Seine Arbeit wird ehrenamtlich geleistet und finanziert sich aus Mitgliedsbeiträgen, Spenden und öffentlichen Zuschüssen. Die koedukative Ausrichtung des BdP zeigt sich auch im Bundeszeichen, das sowohl das Kleeblatt der Pfadfinderinnenbewegung als auch die Lilie der Pfadfinderbewegung kombiniert.
Die Angebote des BdP umfassen:  
- Abenteuerreisen und internationale Begegnungen,
- Förderung von Eigenverantwortung und sozialen Kompetenzen,
- Nachhaltige Erlebnisse in der Natur und Umweltbildung.

### Mitgliedschaften
Der BdP ist Mitglied im Ring deutscher Pfadfinder*innenverbände (rdp) und damit Teil der internationalen Dachverbände World Association of Girl Guides and Girl Scouts (WAGGGS) und World Organization of the Scout Movement (WOSM). Diese Mitgliedschaften ermöglichen weltweite Kooperationen und den Austausch mit anderen Pfadfinder*innenorganisationen.
Durch diese enge Verknüpfung mit den Weltverbänden trägt der BdP zur internationalen Verständigung und zur Förderung der globalen Pfadfinderbewegung bei.

## Struktur

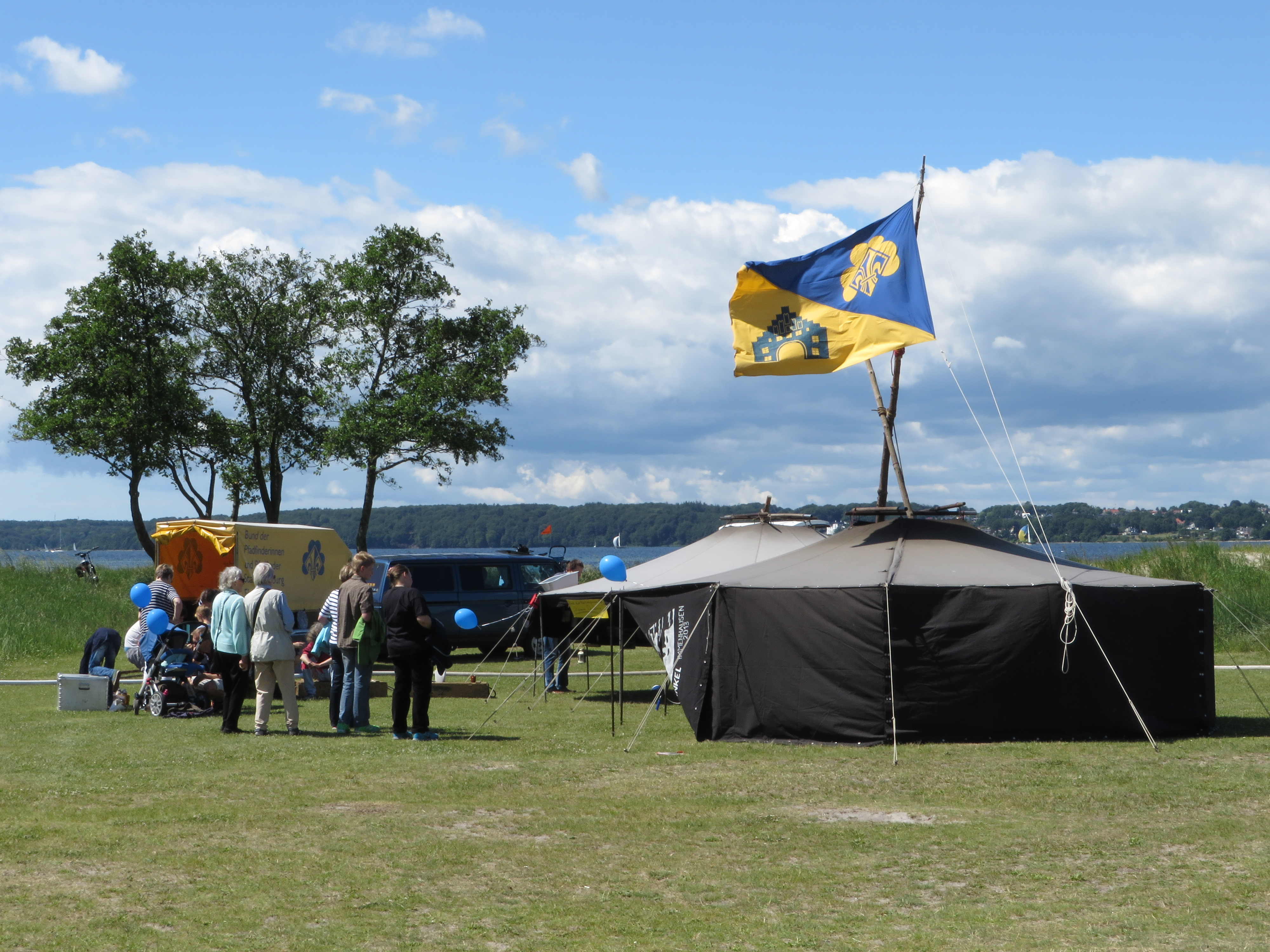
Zelt des Flensburger Stammes des BdP beim Solitüdefest (2014)

### Landesverbände
Der BdP ist in verschiedene Landesverbände aufgeteilt, die sich in der Regel an den Grenzen der Bundesländer orientieren.
- Baden-Württemberg
- Bayern
- Berlin/Brandenburg
- Bremen
- Hessen
- Niedersachsen
- Nordrhein-Westfalen
- Rheinland-Pfalz/Saar
- Sachsen
- Sachsen-Anhalt
- Schleswig-Holstein/Hamburg (auch Mecklenburg-Vorpommern)
angeschlossen ist das Dansk Spejderkorps Sydslesvig
- Thüringen

Die Landesverbände sind in unterschiedlicher Weise in den BdP integriert. Teilweise sind sie nur eine unselbstständige Untergliederung des BdP. In diesem Fall sind sie rechtlich nicht selbständig, der gewählte Landesvorsitzende ist nur Erfüllungsgehilfe des Bundesvorsitzenden. Andere Landesverbände sind eingetragene Vereine. In diesem Fall liegen alle Rechte und Pflichten beim Vorsitzenden des als e. V. eingetragenen Landesverbandes.

### Bezirke
Größere Landesverbände sind in Bezirke unterteilt. So ist der LV Niedersachsen in drei Bezirke unterteilt: Harz Heide, Weser-Ems und Mitte, der LV Bayern sogar in vier. Diese werden durch sogenannte Bezirkssprecher im Landesverband repräsentiert. Die Mitgliedschaft einer Ortsgruppe in einem Bezirk ist nicht zwingend notwendig, so gibt es bspw. in Niedersachsen auch einen bezirkslosen Stamm.

## Einrichtungen
Das Bundeszentrum „Zentrum Pfadfinden“ des BdP befindet sich in Immenhausen. Es bietet Übernachtungsplätze in Gruppenhäusern sowie einen großen Zeltplatz mit mehreren Waschhäusern. Unterstützt wird es vom Freundeskreis Immenhausen. Ansässig ist dort auch die Geschäftsstelle des BdP, genannt Bundesamt.
Die einzelnen Landesverbände haben teilweise Bildungszentren bzw. Jugendbildungsstätten.
Der BdP hatte bis zum Oktober 2016 mit der Bundeskämmerei einen eigenständigen Ausrüster. Die Aufgabe wurde an ein externes Unternehmen abgegeben.
Zur Unterstützung und Absicherung der Arbeit wurde 1998 die Stiftung Pfadfinden gegründet.

## Aufarbeitung sexualisierter Gewalt
Nach eigenen Angaben sei es dem Bund „in seiner Vergangenheit nicht immer gelungen, seine Mitglieder vor sexualisierter Gewalt zu schützen“. Der Umgang mit Fällen sexualisierter Gewalt im Zeitraum 1976 bis 2006 wurde in der Studie Grenzenlose Orte des Instituts für Praxisforschung und Projektberatung untersucht, die am 29. Februar 2024 vorgestellt wurde. Im Rahmen der Studie wurden 103 Betroffene und 36 Beschuldigte innerhalb des Bundes ermittelt. Die Studie zeigt viele Probleme in der Struktur des BdP auf und formuliert konkrete Empfehlungen. Nach Angaben der Forscher ist der BdP der erste Jugendverband, der sich „durch diese wissenschaftlicher Aufarbeitungsstudie seiner Vergangenheit“ stellt.